# Radio K.A.O.S.
Albums de Roger Waters
The Pros and Cons of Hitch Hiking
(1984) The Wall Live in Berlin
(1990)
Radio K.A.O.S. est le deuxième album studio de Roger Waters, ancien bassiste de Pink Floyd, sorti en 1987.

## Histoire de l'album
L'album est dédié « à tous ceux qui ressentent les effets violents de l'agonie du monétarisme » (« to all those who find themselves at the violent end of monetarism »). Sa pochette représente des signaux en alphabet Morse de couleur vert fluo sur fond noir, qui, transcrits, donnent : « Roger Waters Radio KAOS Who Needs Information Th ». Dans les récentes rééditions, les signaux se poursuivent au dos du livret et sous le CD, donnant : « e Powers That Be Home The Tide Is Turning Radio Waves ».
Ce concept album est centré sur un jeune handicapé gallois nommé Billy. À l'origine, l'élément narratif était beaucoup plus présent dans la musique, mais Waters l'abandonna progressivement au cours de l'enregistrement, expliquant l'histoire dans le livret à la place ; l'histoire n'est pas aisément compréhensible à partir des seules chansons.
Billy est cloué à un fauteuil roulant et semble être un légume ; en réalité, il est très intelligent, mais incapable de s'exprimer. Le frère jumeau de Billy, Benny, travaille dans une mine de charbon. Billy vit avec Benny, sa femme Molly et leurs enfants. Mais Benny perd son travail à cause de la « loi du marché ». Un soir, Benny et Billy sortent d'un bar et passent devant un magasin de télévisions qui diffusent un discours de Margaret Thatcher. Benny passe sa colère sur ce magasin et vole un téléphone sans fil. Plus tard, Benny pose théatralement sur le parapet d'un pont pour protester contre la fermeture de la mine ; la même nuit, un chauffeur de taxi est tué par un bloc de béton tombé d'un pont semblable. La police interroge Benny, qui cache le téléphone dans le fauteuil de Billy. Benny est emprisonné et Molly, incapable de faire face, envoie Billy vivre chez son oncle David, à Los Angeles.
Billy découvre qu'il a un don : il peut entendre les ondes radio dans sa tête, sans avoir besoin d'un récepteur quelconque (Radio Waves). Il fait des expériences avec le téléphone et parvient à accéder à des ordinateurs et des synthétiseurs vocaux, grâce auxquels il apprend à parler. Il appelle Jim, le DJ d'une station de radio dissidente de Los Angeles nommée Radio KAOS (interprété par Jim Ladd) et lui raconte son histoire, celle de son frère emprisonné (Me or Him), de sa belle-sœur qui l'a envoyé à L.A. (Sunset Strip) et de la fermeture des mines (The Powers that Be). Billy finit par pirater un satellite militaire et fait croire au monde que des têtes nucléaires sont sur le point d'être lâchées sur les principales villes du monde (Home, Four Minutes). Finalement, alors qu'ils sont prêts à mourir, les gens réalisent que la peur et la compétitivité ressassées par les médias de masse sont terriblement moins importants que l'amour qu'ils ont pour leur famille et l'humanité (The Tide is Turning).

## Liste des chansons
Tous les morceaux sont écrits et composés par Roger Waters.
1. Radio Waves – 4:58
2. Who Needs Information – 5:55
3. Me or Him – 5:23
4. The Powers That Be – 4:36
5. Sunset Strip – 4:45
6. Home – 6:00
7. Four Minutes – 4:00
8. The Tide Is Turning (After Live Aid) – 5:43

## Personnel
Roger Waters ; chant, basse, guitares, shakuhachi, claviers
Andy Fairweather-Low ; guitares
Jay Stapley ; guitares électriques
Mel Collins ; saxophone
Ian Ritchie ; piano, claviers, saxophone tenor, programmation Fairlight, programmation percussions
Graham Broad ; batterie, percussions
John Phirkell ; trompette
Peter Thoms ; trombone
Nick Glennie-Smith ; DX7 et Emulator sur "The Powers That Be"
John Lingwood ; batterie sur "The Powers That Be"
Matt Irving ; orgue Hammond sur "The Powers That Be"
Suzanne Rhatigan ; chœurs principaux sur "Radio Waves", "Me or Him", "Sunset Strip" et "The Tide Is Turning"
Katie Kissoon, Doreen Chanter, Madeline Bell, Steve Langer & Vicki Brown – chœurs sur "Who Needs Information", "Powers That Be" et "Radio Waves"
Clare Torry – chant sur "Home" et "Four Minutes"
Paul Carrack – chant sur "The Powers That Be"
Contrairement à ce que pourrait faire croire le titre de la dernière piste de l'album, Roger Waters n'a pas participé au Live Aid deux ans plus tôt (il était pressenti, mais fut annulé). Il regarda le spectacle et fut tellement inspiré qu'il écrivit The Tide is Turning sans même savoir sur quel album elle aboutirait.
Trois autres chansons étaient prévues, mais elles ne furent pas incluses dans l'album. Elles sont en revanche présentes sur les trois singles tirés de l'album.
- Going to Live in L.A. (face B de Radio Waves, 1987) raconte l'emprisonnement de Benny et l'arrivée de Billy chez l'oncle David.
- Get Back to Radio (face B de The Tide Is Turning, 1987) est une complainte de Benny sur son isolement depuis qu'il est en prison.
- Dans Molly's Song (face B de Who Needs Information, 1990), Billy explique comment il pirate les satellites du gouvernement pour veiller sur sa belle-sœur Molly.

## DansGunnm
Yukito Kishiro s'est ré-approprié ce concept de Roger Waters dans son manga Gunnm. Kaos est un jeune homme très frêle, qui ne peut communiquer que par les ondes radios. Il possède une partie « diabolique » en lui, que son père Desty nova lui désincarne pour en créer l'immense guerrier Den. Kaos utilise le don de psychométrie qu'il possède pour rendre aux objets leur âme : il lui suffit en effet de simplement effleurer une chose pour savoir tout ce qui s'est passé autour d'elle depuis sa création. Il utilise son don pour jouer d'anciens instruments de musique et reconstituer ainsi de nombreux morceaux. Il essaye aussi de transmettre un message de paix et d'amour dans ce monde futuriste en destruction. L'émission qu'il a ainsi créée et qu'il gère avec son assistante Yasmine se nomme « Radio Kaos ». Lors de la première apparition de ce personnage (tome 7), il est en train de rejouer un morceau de The Alan Parsons Project, Inside Looking Out. On y retrouve ici un autre clin d'œil à Pink Floyd, puisqu'Alan Parsons a été l'ingénieur du son du groupe, notamment sur l'album Dark Side of the Moon.

## Sources
- (en) Cet article est partiellement ou en totalité issu de l’article de Wikipédia en anglais intitulé « Radio K.A.O.S. » (voir la liste des auteurs).